# Willem Carel Wendelaar
Willem Carel Wendelaar (Amsterdam, 1 januari 1882 – Den Haag, 1 oktober 1967) was een Nederlands advocaat, ambtenaar, bestuurder en politicus voor de Volkspartij voor Vrijheid en Democratie, de Liberale Staatspartij en de Partij van de Vrijheid.

## Levensloop
Willem Wendelaar werd geboren als een zoon van Willem Gerrit Wendelaar en Elisabeth Jeanette Christine Serlé. Na het behalen van het diploma aan het Barlaeus Gymnasium te Amsterdam studeerde hij rechtsgeleerdheid aan de Universiteit Utrecht. Hij begon zijn carrière als advocaat en procureur te Den Haag. Daarna was hij adjunct-commies van het Ministerie van Oorlog. Van 5 maart 1913 tot 1 december 1919 was hij daar werkzaam als ambtenaar. Van 1 december 1919 tot 16 januari 1934 functioneerde hij als burgemeester van Alkmaar. Bij zijn koperen jubileum in 1932 kreeg hij van de bevolking een door A.J. Kropholler ontworpen monumentale straatlantaarn aangeboden, de Burgemeester Wendelaarlantaarn. Ter gelegenheid van zijn afscheid in 1934 bood de gemeenteraad hem zijn door Oszkár Mendlik geschilderde portret aan.
Van 7 juli 1931 tot oktober 1933 was Wendelaar lid van de Provinciale Staten van Noord-Holland. Hij was van 14 oktober 1933 tot 24 september 1938 voorzitter van de Liberale Staatspartij. Van 12 oktober 1933 tot 4 juni 1946 was hij lid van de Tweede Kamer der Staten-Generaal en van 25 augustus 1948 tot 4 november 1956 was hij lid van de Eerste Kamer der Staten-Generaal. Als zodanig kreeg hij landelijke bekendheid door het gedicht 'Oote boe' van Jan Hanlo 'infantiel gebazel' te noemen.

## Persoonlijk
Op 31 januari 1907 te Utrecht trouwde Wendelaar met Adriana Marie Anna Müller en samen hadden ze twee kinderen, een zoon en een dochter.

## Onderscheidingen
- Officier in de Orde van Oranje-Nassau, 30 augustus 1927
- Ridder in de Orde van de Nederlandse Leeuw, 29 september 1950